# مونیکا برودکا
مونیکا ماریا برودکا (زاده ۷ فوریه ۱۹۸۸) یک خواننده مردم لهستانی است که پس از برنده شدن در فصل سوم مسابقه آیدل لهستان (آیدل) در سال ۲۰۰۴ به شهرت رسید. از آن زمان تاکنون ۳ آلبوم منتشر کرده است که از جمله آن‌ها می‌توان به آلبوم گراندا در سال ۲۰۱۰ اشاره کرد که با استقبال منتقدان در لهستان و خارج از کشور روبرو شد. برودکا نامزدهای متعددی برای جایزه فریدریک دریافت کرده است و تک‌آهنگ‌های «تن»، «دژیونا موئگو خوپاکا»، «میازش بایچ» و «زنام چِ نا پامیچ» همگی در جدول‌های موسیقی لهستان به صدر رسیدند.

## تاریخچه

### دوران اولیه حرفه
پس از پیروزی در نسخه ۲۰۰۴ آیدل لهستانی، مونیکا برودکا اولین آلبوم استودیویی خود را تحت عنوان آلبوم منتشر کرد که پس از چند ماه به گواهی طلا رسید.
در نوامبر ۲۰۰۶، آلبوم دوم خود به نام موژه پیوسنکی (آهنگ‌های من) را منتشر کرد که آن نیز به طلا رسید.

### گراندا
پس از چهار سال وقفه، آلبوم سوم استودیویی برودکا به نام گراندا در سپتامبر ۲۰۱۰ منتشر شد. این آلبوم تغییر بزرگی در جهت‌گیری موسیقی او نشان داد و در گاردین به‌عنوان «با الهام از موسیقی الکترونیک، راک و ریشه‌ها، اما با باقی‌ماندن در رویکرد و اجرای پاپ، این آلبوم دارای انرژی و ماجراجویی است که بیشتر گروه‌های آلترناتیو راک لهستان را شرمنده می‌کند» توصیف شد. آلبوم گراندا در نوامبر ۲۰۱۱ در لهستان دو بار گواهی پلاتین دریافت کرد.

### LAX EP
در ماه مه ۲۰۱۲، برودکا یک آلبوم EP به نام LAX منتشر کرد که در استودیو رد بول در لس آنجلس ضبط شده بود و با تهیه‌کننده و مهندس موسیقی بارتوش دیژدیچ همکاری داشت. این EP شامل دو آهنگ جدید به زبان انگلیسی به نام‌های "وارسووی" و "دنسینگ شو" به همراه برخی ریمیکس‌ها است. برودکا در سال ۲۰۱۳ جایزه فریدریک را برای آهنگ سال ("وارسووی") برد و دو نامزدی در دسته‌بندی‌های آلبوم سال (LAX) و هنرمند سال دریافت کرد.

### برات
در ۳ مارس ۲۰۲۱، برودکا ویدئوی موسیقی تک‌آهنگ خود به نام ''Game Change''. برودکا را منتشر کرد.

## آثار
مونیکا برودکا طی دوران حرفه‌ای خود چندین آلبوم موفق منتشر کرده است که هر کدام در مسیر هنری‌اش تحولاتی جدید به همراه داشتند. اولین آلبوم او، «آلبوم» (۲۰۰۴)، پس از برنده شدن در مسابقه «آیدل لهستانی» منتشر شد و به سرعت گواهی طلا گرفت. این آلبوم شروعی موفق برای برودکا بود. دومین آلبوم او، «موژه پیوسنکی» (۲۰۰۶)، که مانند آلبوم اول موفق به دریافت گواهی طلا شد، به موسیقی پاپ راک و شعرهای شخصی او پرداخت. اما مهم‌ترین تغییر در کارنامه‌اش با آلبوم «گراندا» (۲۰۱۰) رخ داد. این آلبوم پس از چهار سال وقفه منتشر شد و با ترکیب سبک‌های الکترونیک، راک و موسیقی ریشه‌ای، تحولی در موسیقی برودکا به‌وجود آورد که باعث جلب توجه جهانی شد و دو بار گواهی پلاتین دریافت کرد. در سال ۲۰۱۲، برودکا آلبوم «EP LAX» را منتشر کرد که شامل آهنگ‌های انگلیسی‌زبان بود و در آن تجربه‌ای بین‌المللی را آغاز کرد. این آلبوم جوایز متعددی از جمله جایزه آهنگ سال را برای تک‌آهنگ "وارسووی" به ارمغان آورد. آخرین آلبوم استودیویی او، «برات» (۲۰۲۱)، ترکیبی از سبک‌های پاپ، الکترونیک و راک بود که در جوایز مختلف موفق به کسب تقدیر شد. آلبوم‌های برودکا به‌ویژه در لهستان با استقبال گسترده‌ای روبه‌رو شدند و او به‌عنوان یکی از هنرمندان برجسته پاپ و راک این کشور شناخته می‌شود.

### آلبوم‌ها
| عنوان         | جزئیات آلبوم                                                                                              | موقعیت‌های پیک در چارت‌ها | فهرست گواهی‌نامه‌های ضبط موسیقی         |
| عنوان         | جزئیات آلبوم                                                                                              | POL                     | فهرست گواهی‌نامه‌های ضبط موسیقی         |
| ------------- | --- | ----------------------- | ------------------------------------- |
| آلبوم         | - انتشار: 25 اکتبر 2004 - لیبل: BMG Poland - فرمت‌ها: لوح فشرده, صفحه گرامافون, بارگیری موسیقی, رسانه جاری | 6                       | - انجمن تولیدکنندگان صدا و تصویر: طلا |
| Moje piosenki | - انتشار: 20 نوامبر 2006 - لیبل: سونی بی‌ام‌جی - فرمت‌ها: CD, LP, بارگیری دیجیتال, استریم                    | 7                       | - POL: طلا                            |
| Granda        | - انتشار: 20 سپتامبر 2010 - لیبل: Sony Music - فرمت‌ها: CD, CD/دی‌وی‌دی, LP, بارگیری دیجیتال, استریم         | 2                       | - POL: 2× پلاتین                      |
| Clashes       | - انتشار: 13 مه 2016 - لیبل: Kayax, Play It Again Sam - فرمت‌ها: CD, LP, بارگیری دیجیتال, استریم           | 1                       | - POL: پلاتین                         |
| Brut          | - انتشار: 28 مه 2021 - لیبل: Kayax, Play It Again Sam - فرمت‌ها: CD, LP, بارگیری دیجیتال, استریم           | 5                       |                                       |